# Wang Shengjun
Wang Shengjun är en kinesisk kommunistisk politiker och domare. Han var chefsdomare för Folkets högsta domstol i Folkrepubliken Kina 2008–13.
Wang kommer från Anhui-provinsen och gick med i Kinas kommunistiska parti 1972. Han har varit ledamot i centralkommittén sedan 2002 och ledde tidigare partiets kommission för politiska och rättsliga frågor. 2008 blev han utnämnd till chefsdomare för högsta domstolen. Till skillnad från sin företrädare har han ingen juridisk utbildning. I oktober 2008 väckte Wang uppmärksamhet när han hävdade att högsta domstolen skulle ta hänsyn till "folkopinionen" när den bedömer dödsdomar.